# Piotr Sadowy
Piotr Sadowy (ur. 22 października 1980 we Wrocławiu) – szermierz, szpadzista. Reprezentant Polski, członek Kadry Narodowej Seniorów w szpadzie. Wychowanek Kolejarza Wrocław, w latach 2005 - 2011 reprezentant klubu Legia Warszawa. W 2011 przeniósł się do klubu KS Warszawianka. Od 2014 r. trener, w Klubie Szermierzy Warszawianka.
Absolwent Uniwersytetu Wrocławskiego, Wydział Prawa, Administracji i Ekonomii, kierunek Ekonomia, specjalizacja Ekonomia menadżerska.
Trener szermierki, sędzia szpadowy Polskiego Związku Szermierczego klasy A, 
Jego żoną jest Katarzyna Lampkowska (Sadowy), zawodniczka Kadry Narodowej w szpadzie.

## Najważniejsze osiągnięcia
- 1. miejsce - Indywidualne Mistrzostwa Polski Seniorów – Sosnowiec 2010,
- 2. miejsce - Indywidualne Mistrzostwa Polski Seniorów – Wrocław 2003,
- 3. miejsce - Indywidualne Mistrzostwa Polski Seniorów – Warszawa 2001,
- 3. miejsce - Indywidualne Mistrzostwa Polski Młodzieżowców – Katowice 1998,
- 3. miejsce - Drużynowe Mistrzostwa Polski Młodzieżowców – Katowice 1998,
- 4. miejsce - Drużynowe Mistrzostwa Świata Armii – Bukareszt 2006.